# Miami Open 1972
Il Miami Open 1972 è stato un torneo di tennis giocato sul cemento. È stata la 4ª edizione del torneo e faceva parte del World Championship Tennis 1972. Si è giocato a Hollywood negli USA dal 1° al 7 marzo 1972.

## Campioni

### Singolare maschile
Ken Rosewall ha battuto in finale  Cliff Drysdale con il punteggio di 3–6 6–2 6–4

### Doppio maschile
Tom Okker /  Marty Riessen hanno battuto in finale  Roy Emerson /  Rod Laver con il punteggio di 7–5, 6–4